# 上仁駅
座標: 北緯35度49分8.4秒 東経128度32分15.7秒 / 北緯35.819000度 東経128.537694度
上仁駅（サンインえき）は、大韓民国大邱広域市達西区にある大邱交通公社1号線の駅である。駅番号は 120。

## 駅構造
相対式ホーム2面2線の地下駅。
のりば
| ●1号線 | 月背・辰泉・舌化椧谷方面           |
| ●1号線 | 半月堂・大邱駅・東大邱駅・安心方面 |

## 利用状況
| 路線   | 乗車人員 | 乗車人員 | 乗車人員 | 乗車人員 | 乗車人員 | 乗車人員 | 乗車人員 | 乗車人員 | 乗車人員 | 乗車人員 | 乗車人員 | 乗車人員 | 乗車人員 |
| 路線   | 1997年   | 1998年   | 1999年   | 2000年   | 2001年   | 2002年   | 2003年   | 2004年   | 2005年   | 2006年   | 2007年   | 2008年   | 2009年   |
| ------ | -------- | -------- | -------- | -------- | -------- | -------- | -------- | -------- | -------- | -------- | -------- | -------- | -------- |
| ●1号線 | 7745人   | 8230人   | 8508人   | 未公開   | 8597人   | 8918人   | 5479人   | 9669人   | 9641人   | 11612人  | 11358人  | 11738人  | 11804人  |

## 駅周辺
- 上仁重石タウン
- 月背郵便局
- セントロタワー
- 聖母女性病院
- 上仁初等学校
- 上仁アーバンアパート
- 上仁現代マンション
- 達西区庁少年修練館
- 大邱交通公社本社
- 大邱都市鉄道建設本部
- 国民銀行 上仁駅支店
- 大邱銀行 上仁駅支店
- 大邱商苑高等学校
- ピザハット 上仁店
- 嶺南中・高等学校
- 宝城銀河タウン
- 松一初等学校
- 月城青丘タウン
- 上仁聖堂
- 大邱報勳病院

## 歴史
- 1995年4月28日 - 工事中の現場でガス爆発事故が発生。
- 1997年11月26日 - 開業。

## 隣の駅
大邱交通公社
●1号線
月背駅（119） - 上仁駅（120） - 月村駅（121）